# Ariruma Kowii

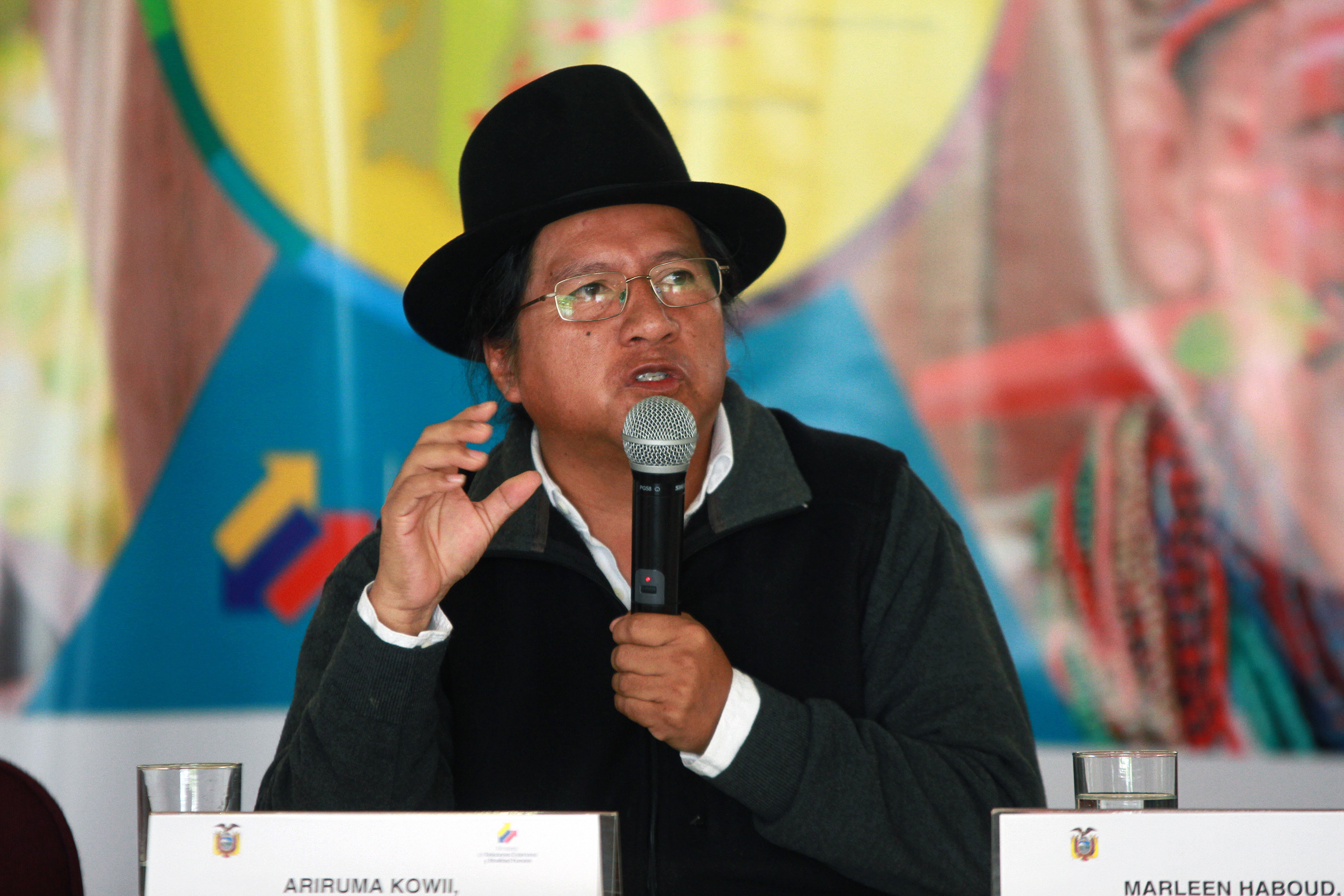
Ariruma Kowii

Ariruma Kowii, früher Jacinto Conejo Maldonado (* 4. August 1961 in Otavalo, Imbabura) ist ein ecuadorianischer Dichter, der überwiegend auf Kichwa schreibt. Er gilt als einer der wichtigsten Kichwa-Schriftsteller überhaupt.
Ariruma Kowii studierte Sozialwissenschaften und Politik an der Universidad Central del Ecuador. Sein 1988 veröffentlichter Gedichtband Mutsuktsurini war eines der ersten Bücher Ecuadors, die ausschließlich auf Kichwa geschrieben waren, sich also an eine indigene Leserschaft richteten.
Am 22. August 2007 wurde er zum Untersekretär für „Bildung der indigenen Völker“ beim ecuadorianischen Bildungsministerium, verantwortlich für „interkulturellen Dialog“, ernannt. Ariruma Kowii verteidigt die Entscheidung der Regierung Rafael Correa, die Direktion für interkulturelle zweisprachige Erziehung (DINEIB) unter Regierungskontrolle zu stellen, und wirft dem Indigenenverband CONAIE vor, die Schüler und Studenten über die DINEIB indoktriniert zu haben, damit diese deren politischer Linie folgen.
Ariruma Kowii ist ein Bruder des Bürgermeisters von Otavalo, Mario Conejo Maldonado.

## Werke
- Mutsuktsurini (Gedichtband auf Kichwa), 1988
- Tsaitsik: poemas para construir el futuro (Kichwa- und spanischsprachige Gedichte), 1993
- Diccionario de nombres quichuas, 1998.